# Dinamite doppia
Dinamite doppia (Picture Snatcher) è un film del 1933 diretto da Lloyd Bacon.

## Trama
Un giovane ex detenuto, Danny Kean, decide di rifarsi una vita onesta lavorando come fotografo per un giornale e poco dopo allaccia una relazione con la figlia di un tenente di polizia. L'uomo è, comprensibilmente, poco felice della scelta della ragazza, ma il capo del giovane lo rassicura sulla sua onestà. Non passa troppo tempo però prima che Danny approfitti delle conoscenze che ha ancora in carcere per introdursi dove si eseguono le condanne capitali e immortali un uomo sulla sedia elettrica ottenendo un grande scoop. La sua fidanzata però è sconvolta dalla cosa e lo lascia, Danny saprà riscattarsi aiutando la polizia ad acciuffare un criminale di sua conoscenza che ha commesso un omicidio.

## Produzione
Il film fu prodotto dalla Warner Bros.

## Distribuzione
Il copyright del film, richiesto dalla Warner Bros. Pictures, Inc., fu registrato il 1º maggio 1933 con il numero LP3843.
Distribuito dalla Warner Bros. , il film uscì nelle sale cinematografiche USA il 6 maggio 1933 con il titolo Picture Snatcher. In Italia, fu distribuito nel 1938. Nello stesso anno, il 31 marzo, uscì anche in Portogallo.